# André Höflich
André Höflich (* 28. April 1997 in Kempten (Allgäu)) ist ein deutscher Snowboarder. Er startet in der Disziplin Halfpipe.

## Werdegang
Höflich, der für den SC Kempten startet, belegte bei den Juniorenweltmeisterschaften 2013 in Erzurum den 46. Platz im Slopestyle und den 27. Rang in der Halfpipe und bei den Juniorenweltmeisterschaften 2015 in Yabuli den 35. Platz in der Halfpipe. Sein Debüt im Snowboard-Weltcup hatte er im März 2015 in Park City, das er auf dem 38. Platz beendete. Im Februar 2016 wurde er bei den Audi Snowboard Series und zugleich Europacup in Davos und bei den Shred Down Austrian Masters in Kühtai jeweils Zweiter. In der Saison 2016/17 errang er den dritten Platz bei den Cardrona Games und den 32. Platz bei den Snowboard-Weltmeisterschaften 2017 in Sierra Nevada. In der Saison 2018/19 siegte er bei den Audi Snowboard Series und zugleich Europacup in Laax und errang den zweiten Platz bei den Austrian & German Masters in Kühtai. Beim Saisonhöhepunkt, den Snowboard-Weltmeisterschaften 2019 in Park City, kam er auf den 19. Platz. Nach Platz eins beim FIS-Rennen in Copper Mountain zu Beginn der Saison 2019/20, erreichte er mit vier Top-Zehn-Platzierungen, den neunten Platz im Freestyle-Weltcup und den fünften Rang im Halfpipe-Weltcup. Bei den Winter-X-Games 2020 in Aspen belegte er den 11. Platz. In der Saison 2020/21 erreichte er in Aspen mit dem dritten Platz seine erste Podestplatzierung im Weltcup und erreichte damit den siebten Platz im Freestyle-Weltcup und den zweiten Rang im Halfpipe-Weltcup. Bei den Snowboard-Weltmeisterschaften 2021 wurde er Siebter. In der Saison 2021/22 errang er mit dem Plätzen drei und 12 den neunten Platz im Halfpipe-Weltcup und belegte bei den Olympischen Winterspielen 2022 in Peking den achten Platz.